# Anstaing
Anstaing település Franciaországban, Nord megyében. Lakosainak száma 1643 fő (2022. január 1.). Anstaing Chéreng, Tressin, Villeneuve-d’Ascq, Gruson és Sainghin-en-Mélantois községekkel határos.

## Népesség
A település népességének változása:
| Lakosok száma | 1347 | 1404 | 1446 | 1469 | 1511 | 1517 | 1559 | 1601 | 1643 |
|               | 2013 | 2015 | 2016 | 2017 | 2018 | 2019 | 2020 | 2021 | 2022 |